# José Maria Neves
José Maria Neves (wym. [ʒuˈzɛ mɐˈɾiɐ pɨˈɾejɾɐ ˈnɛvɨʃ]; ur. 28 marca 1960 w Santa Catarina, Santiago) – kabowerdeński polityk, premier Republiki Zielonego Przylądka w latach 2001–2016, prezydent Republiki Zielonego Przylądka od 2021 roku. Członek Afrykańskiej Partii na rzecz Niepodległości Zielonego Przylądka.

## Życiorys
José Maria Neves urodził się w 1960 na wyspie Santiago. Edukację na poziomie podstawowym i średnim zakończył w kraju na początku lat 80. XX w. Następnie rozpoczął studia w Brazylii, gdzie ukończył administrację publiczną w Escola de Administração de Empresas de São Paulo (Szkoła Administracji i Biznesu) w São Paulo w ramach stypendium z Fundacji Getulio Vargasa.
Pod koniec lat 80. powrócił do Republiki Zielonego Przylądka i rozpoczął pracę jako urzędnik w różnych instytucjach państwowych. W latach 1987–1989 był koordynatorem Projektu Reformy Administracyjnej i Modernizacji. Od 1988 do 1989 zajmował stanowisko dyrektora Narodowego Centrum Szkoleniowego Administracji Publicznej. Od 1987 do 1996 był konsultantem Narodowych Szkoleń w zakresie Rozwoju i Zarządzania Zasobami Ludzkimi. Był również asystentem w Wyższej Szkole Zarządzania.
Z czasem angażował się coraz bardziej w działalność polityczną. W 1989 Neves został przewodniczącym organizacji młodzieżowej partii PAICV. Od 1996 do 2000 zasiadał w parlamencie jako członek PAICV z okręgu Santa Catarina. Pełnił wówczas funkcję drugiego wiceprzewodniczącego Zgromadzenia Narodowego oraz przewodniczącego Komitetu ds. Administracji Publicznej, Rządu Lokalnego i Rozwoju Regionalnego.
W marcu 2000 José Maria Neves został wybrany burmistrzem dystryktu Santa Catarina. We wrześniu 1997 po raz pierwszy ubiegał się o przywództwo w PAICV, jednakże wówczas liderem partii został wybrany Pedro Pires. Gdy Pires zrezygnował z funkcji lidera PAICV, by ubiegać się o stanowisko prezydenta, Neves ponownie wziął udział w wyborach szefa partii w czerwcu 2000 i osiągnął sukces.
José Maria Neves zwyciężył w pierwszej turze wyborów prezydenckich w październiku 2021 zdobywając 51,68% głosów i pokonując Carlosa Veigę (42,11%).
9 listopada 2021 roku został zaprzysiężony na prezydenta Republiki Zielonego Przylądka.

## Premier
W wyborach parlamentarnych 13 stycznia 2001 Partia Niepodległości Zielonego Przylądka pod jego przywództwem odniosła zwycięstwo, zdobywając 40 miejsc w 72-osobowym Zgromadzeniu Narodowym. 1 lutego 2001 José Maria Neves objął stanowisko szefa rządu. W kolejnych wyborach 22 stycznia 2006 PAICV zdobyło 41 mandatów w parlamencie, a Neves zachował urząd premiera. 28 lutego 2006 został zaprzysiężony na drugą kadencję.
W sierpniu 2005 premier José Maria Neves odbył wielodniową wizytę w Brazylii, odwiedzając osiem miast: São Paulo, Rio de Janeiro, Goiânia, Recife, Maceió, João Pessoa, Natal oraz Fortalezę. 22 sierpnia 2005 spotkał się również z prezydentem Lula da Silvą.
W polityce zagranicznej premier Neves jest zwolennikiem zacieśniania stosunków Republiki Zielonego Przylądka z Unią Europejską, podpisania umowy o partnerstwie i współpracy, a w dalszej perspektywie nawet członkostwa w organizacji. W tym celu Republika Zielonego Przylądka za jego rządów ograniczyła współpracę z afrykańską organizacją ECOWAS, starając się o zmianę ze statusu jej członka, na "status specjalny". We wrześniu 2006 kraj wycofał się z porozumienia o wolnym przepływie osób między państwami ECOWAS.
27 czerwca 2008 w rządzie premiera Nevesa doszło do zmian personalnych, w wyniku których większość resortów (8 z 15) objęły w nim kobiety. Po wygranych wyborach parlamentarnych w 2011 zadeklarował, że po zakończeniu trzeciej kadencji na stanowisku premiera odejdzie z polityki i poświęci się pracy naukowej.

## Odznaczenia
- Wielki Łańcuch Orderu Infanta Henryka (Portugalia, 2022)[9]
- Łańcuch Orderu Gwiazdy Rumunii – Rumunia, 2023[10]